# Schmankerl
Schmankerl ist ein Begriff aus den bairischen Dialekten. Ursprünglich wurde damit meist eine süße Mehlspeise bezeichnet (vgl. die Bildung im französischen « Amuse-Gueule » (deutsch: „Gaumenschmeichler“) für Vorspeisen-Appetithäppchen), heute gilt er als Ausdruck für insbesondere regionale Delikatessen oder Leckerbissen. Der Duden bezeichnet Schmankerl als tirolerisch für „leckeres Essen“. Im übertragenen Sinn kann Schmankerl auch die Bedeutung für „etwas Besonderes“ haben. So beschreibt etwa das Variantenwörterbuch des Deutschen Schmankerl auch „als Lockmittel eingesetzte Vergünstigung“ und als „besonders interessantes Angebot, spezielle Neuheit, Anreiz, Auserlesenes, Spezielles“, auch für deutschlanddeutsch Schnäppchen.
In Österreich steht auch Gustostückerl für ein „besonders gutes Stück“.

## Etymologie
Die Herkunft des Begriffes ist nicht eindeutig geklärt, so wird Schmankerl auf Schmänkelein zurückgeführt, was so viel wie Kruste bedeutet und von Schmand abgeleitet ist. In Schmellers Bairischem Wörterbuch von 1877 heißt es etwa: „was von Brey und Muß ans Geschirr anbrät, Kruste“. Als Schmankerl oder auch Rameln wurde im Meyers Großes Konversations-Lexikon von 1908 auch ein aus Omelettteig gefertigtes Wiener Gebäck bezeichnet, das zu kleinen Tütchen gedreht als Garnierung von Süßspeisen diente. Im Johann Rottenhöfers Illustrirtem Kochbuch von 1904 wurden mehrere Süßspeise-Rezepte für Aufläufe, Cremes, Puddings und Speiseeis als Schmankerl bezeichnet. So beschrieb bereits 1842 Johann Georg Kohl in seinen Reiseberichten aus Österreich-Ungarn Schmankerl als „eine Art Gefrorenes“.